# Tessuto vegetale
Un tessuto vegetale è un caratteristico tessuto delle cormofite ed è costituito da complessi cellulari formati da cellule più o meno differenziate e specializzate per lo svolgimento di una particolare funzione, che risulta strettamente vitale per la sopravvivenza dell'organismo, e per questo mantengono anche la medesima forma e la medesima struttura. L’esistenza di tessuti è il carattere fondamentale che distingue le piante a cormo dalle piante a tallo. Quanto più una pianta è altamente organizzata, tanto più essa comprende diverse tipologie di tessuti.
I tessuti vegetali originano dalla divisione di una o più cellule secondo le tre direzioni spaziali e sono caratteristici in quanto conservano numerose comunicazioni plasmatiche tra le cellule, i plasmodesmi, che si insinuano in minuscoli canalicoli della parete, i porocanali. Tutte le cellule rimangono poi unite tra loro per mezzo della lamella mediana, una parte della parete cellulare formata da pectina, che si forma alla fine della divisione cellulare, dopo la mitosi. I plasmodesmi garantiscono la possibilità di comunicazione tra i citoplasmi delle cellule, fatto che permette lo scambio di messaggi chimici e la conseguente coordinazione delle funzioni dei vari tessuti.
Per essere considerata un vero tessuto un’associazione di cellule vegetali deve avere i seguenti requisiti:
- origine congenita delle cellule (ossia insieme di cellule unite tra loro dalla nascita).
- presenza della lamella mediana (come struttura cementante che tiene unite tra loro le cellule).
- connessione simplastica attraverso porocanali e plasmodesmi delle cellule contigue.
- presenza di spazi intercellulari nei tessuti adulti, nei quali è già avvenuta la completa distensione delle cellule.

Per la loro relativa semplicità morfo-strutturale, le piante, rispetto agli animali, possiedono un minor numero di tessuti. Questi, a seconda della derivazione e della specializzazione delle loro cellule, possono essere raggruppati in due grandi categorie:
- Tessuti meristematici o embrionali
- Tessuti definitivi o adulti

I primi, detti anche meristemi, presenti solamente in determinate aree, sono formati da cellule indifferenziate (embrionali) che mantenendo, o riacquistando in un secondo tempo, la loro capacità di divisione portano ad una crescita indefinita dell'individuo in lunghezza (meristemi primari) e/o spessore (meristemi secondari).
I secondi sono costituiti da cellule che perdendo la loro capacità di dividersi, si differenziano e si specializzano per lo svolgimento di una particolare funzione. Questi ultimi vengono infatti raggruppati, in base alla funzione svolta, in: tegumentali, parenchimatici, conduttori, meccanici, secretori, ecc.
Un'ulteriore suddivisione è relativa al numero di tipi cellulari che costituiscono un tessuto; si distinguono:
- Tessuti semplici: formati da un solo tipo cellulare
- Tessuti complessi: formati da più tipi cellulari (es. tessuti vascolari ed epidermide)

## Tessuti meristematici
I meristemi sono dei tessuti embrionali responsabili della crescita della pianta. Se ne distinguono due tipi:

### Tessuti meristematici primari
I tessuti meristematici primari sono formati da cellule piccole (10-15 micrometri) che mantengono le caratteristiche “embrionali”, tra queste la più importante è la capacità di dividersi, rimanendo così sempre “giovani”. Ogni cellula meristematica deriva da un'altra cellula meristematica.
Queste cellule, isodiametriche, si mantengono del tutto appressate tra loro, hanno pareti pecto-cellulosiche costituite da lamella mediana e sottile parete primaria, sono ricche di citoplasma, normalmente mancano di vacuoli e sono corredate di nuclei molto grandi.
Le sostanze di riserva sono praticamente assenti, mentre numerosi sono i ribosomi ed i mitocondri (100-150 mitocondri per cellula, piccoli (1-2 micrometri) e con creste poco sviluppate). Sono presenti proplastidi e non ancora plastidi differenziati.
Il compito dei meristemi primari è quello di far crescere la pianta in lunghezza (altezza).
Sono localizzati principalmente negli apici del fusto e della radice (meristemi apicali) e anche al di fuori degli stessi - es. a livello dei nodi nel fusto delle Poaceae - e si definiscono allora meristemi primari intercalari.

### Tessuti meristematici secondari
I tessuti meristematici secondari derivano da cellule adulte e già differenziate che, in un secondo tempo, riacquistano la capacità di dividersi persa con la specializzazione. Questi meristemi si trovano nelle parti più massicce dei fusti e delle radici dove formano due anelli concentrici.
I tessuti meristematici secondari hanno in comune con quelli primari la capacità di moltiplicazione cellulare per mitosi e di produzione di cellule destinate a diventare adulte MA struttura cellulare e disposizione molto diversa dai meristemi primari:
1) dimensioni maggiori, forma allungata secondo l'asse longitudinale dell'organo e appiattite.
2) pareti non tutte eguali: le radiali più spesse delle tangenziali.
3) costituite da emicellulose e pectine.
4) ampiamente vacuolizzate.
5) nucleo non molto voluminoso, allungato secondo l'asse maggiore della cellula.
La divisione delle loro cellule avviene secondo piani che si mantengono paralleli alla superficie dell'organo (fusto o radice) dando origine ad una sua crescita in spessore.
Ci sono due tipi di cambi secondari:
- il cambio cribro-vascolare in posizione interna da cui si formano i tessuti conduttori, essi svolgono la funzione di portare le sostanze nutritive dalle radici al resto della pianta.
- il cambio suberofellodermico in posizione esterna da cui hanno origine i tessuti che rivestono i fusti e le radici nella loro porzione legnosa.

Altri tessuti meristematici secondari non cambiali sono i meristemi avventizi e i meristemoidi. I meristemi avventizi, ad esempio, sono responsabili della formazione dei tessuti cicatriziali e delle radici avventizie, che si originano dal fusto. I meristemoidi originano, ad esempio, le cellule stomatiche nell'ambito dell'epidermide.

## Tessuti definitivi o adulti
Sono i tessuti vegetali maturi, le cui cellule risultano differenziate e specializzate. A differenza della classificazione qui adottata, alcuni autori tendono ad includere i tessuti semplici (parenchimatici, sclerenchimatici e collenchimatici) all'interno di un gruppo, detto sistema dei tessuti fondamentali.

### Tessuti tegumentali
Il sistema dei tessuti tegumentali ha il compito di rivestire e proteggere l'intera pianta. Ogni tessuto risulta composto e mostra una diversa specializzazione dovuta al tipo di organo che rivestono e, naturalmente, allo specifico adattamento della pianta all'ambiente esterno; generalmente vengono distinti sulla base della loro origine in tessuti tegumentali primari, originati da meristemi primari, e tessuti tegumentali secondari, originati dal cambio subero-fellodermico. Ai primi appartengono: l'epidermide, il rizoderma, l'esoderma, l'endoderma. L'unico tessuto tegumentale secondario è il sughero.

#### Epidermide
L'epidermide è il tessuto di rivestimento primario di Fusto e Foglie. Nelle piante erbacee rappresenta l'unico tipo di tegumento; nelle piante legnose può essere successivamente sostituito dal periderma (insieme di tessuti che definisce la scorza). È costituito da vari tipi cellulari e principalmente dalle cellule epidermiche propriamente dette.
Trattasi di cellule appiattite, con parete cellulare primaria ed ispessita verso la parte esterna della pianta, secernendo una sostanza cerosa, la cutina, che impregna la parete primaria e si insinua negli spazi intracellulari delle cellule epidermiche e a volte può fuoriuscire e coprire le cellule epidermiche formando la cuticola (vari strati di cutina) per evitare un'eccessiva traspirazione che porterebbe alla disidratazione e a tutte le conseguenze causate dallo stress idrico.
Inoltre, le cellule epidermiche sono prive di cloroplasti, risultando trasparenti per permettere la penetrazione della luce all'interno del parenchima clorofilliano specializzato per la fotosintesi. L'impermeabilità della cuticola impedisce però gli scambi gassosi (ossigeno/anidride carbonica) tra la foglia e l'atmosfera, essenziali per la fotosintesi e la respirazione cellulare. La soluzione è rappresentata dai complessi stomatici presenti nell'epidermide fogliare, soprattutto sulla lamina inferiore. Questi complessi sono dei pori, ognuno circondato da una coppia di cellule di guardia, che ne regolano l'apertura e la chiusura mediante una loro variazione di turgidità.
Altri elementi dello strato epidermico sono i tricomi, peli o altro tipo di estroflessioni, mono- o pluri-cellulari, con una diversa forma e dimensione che riflette la loro funzione: riducono l'evaporazione per aumento della rifrazione solare (abbondanti nelle xerofite); eliminazione delle sostanze tossiche e sali in eccesso (alofite); secrezione di sostanze collose per la cattura di insetti (piante carnivore) o di sostanze urticanti a scopo difensivo (ortica) ecc.

#### Rizoderma
Il Rizoderma è il tessuto tegumentale che riveste il corpo primario della radice e si distingue dall'epidermide del fusto e delle foglie per la particolare forma e funzione delle sue cellule. La principale funzione è quella di assorbimento di nutrienti e acqua. Deriva da tipi differenti di meristemi determinati. La caratteristica che lo accomuna in tutte le piante è il fatto di avere cellule vive dotate di pareti primarie sottili, prive di cutina e perfettamente permeabili all'acqua; tra queste cellule si dividono alcune per la presenza di peli radicali, ovvero lunghe estroflessioni che aumentano in modo considerevole la superficie d'assorbimento della cellula. I peli radicali hanno inoltre la particolare funzione di produrre e liberare nel suolo Essudati, ovvero sostanze che agendo sulla flora batterica della rizosfera (l'insieme di radice nutrienti e terreno) avrebbero la funzione di acidificare il suolo liberando ioni che lasciate le particelle di suolo permeano nell'apoplasto tramite il flusso d'acqua e possono così essere assorbite dalla pianta.
L'intenso metabolismo dei peli radicali può essere sostenuto solo grazie ad una quantità enorme di plasmodesmi in comune con le cellule della corteccia. La loro grandezza varia da 1500 µm a 70 µm e in alcune piante si possono osservare peli radicali per ogni cellula del rizoderma.

#### Esoderma
La penetrazione della radice nel suolo comporta lo sfaldamento delle cellule che formano il rizoderma, che quindi si distaccano. La funzione di protezione viene allora assolta dal primo strato di cellule del cilindro corticale. Queste cellule, originariamente parenchimatiche di riserva, vanno incontro ad una modificazione secondaria che consiste nell'apposizione di lamelle di suberina contro la parete. Il tessuto che esse formano prende il nome di esoderma.

#### Endoderma
Non tutti i tessuti tegumentali delle piante servono a rivestire esternamente il corpo della pianta. L'endoderma o endodermide è un tessuto tegumentale interno caratteristico della radice, ma presente anche nel rizoma e in alcuni fusti di piante acquatiche. Le soluzioni acquose che vengono assorbite dai peli radicali devono poi essere trasportate fino alle foglie. Mentre le soluzioni possono liberamente fluire nell'ambito del cilindro corticale della radice, sia attraverso i plasmodesmi delle cellule (simplasto) che attraverso le loro pareti (apoplasto), vi è uno stretto controllo di ciò che entra nel cilindro centrale che ospita il sistema vascolare. Tale controllo è esercitato dall'endoderma, uno strato di cellule appressate che formano l'ultimo strato del cilindro corticale. Le pareti tangenziali e radiali di queste cellule presentano una banda di materiale impermeabile, detta "del Caspary", che costituisce un ostacolo al movimento dei liquidi che fluiscono attraverso le pareti cellulari verso il cilindro centrale, e permette il passaggio di sali inorganici secondo la legge del minimo. La banda del Caspary viene tradizionalmente considerata come formata da un'impregnazione di sostanze tipo suberina e lignina. Indipendentemente da ciò, le soluzioni sono "obbligate" ad entrare nelle cellule per proseguire il loro cammino verso il cilindro centrale. Quindi le cellule dell'endodermide funzionano come filtro per le sostanze in entrata nel sistema di conduzione.
L'endoderma è soggetta ad un'evoluzione nel tempo come conseguenza della crescita della radice. Questa evoluzione consiste nell'aumento delle porzioni impermeabili delle pareti. Alcune cellule che non vanno incontro a questo processo rappresentano i "punti di permeazione", che assicurano una maggiore continuità di scambio col cilindro corticale.
Le piante sono dotate di strutture di protezione

#### Periderma
Il periderma è il tessuto che riveste il fusto e le radici delle piante legnose, una volta terminata la fase di crescita primaria, formando il rivestimento esterno denominato sughero. Viene prodotto dal fellogeno o cambio subero-fellodermico, un'area meristematica che si origina nella regione periferica degli organi predisposti a crescita secondaria. L'attività del fellogeno porta alla produzione del sughero nella regione esterna e del felloderma internamente.
Il sughero è formato da cellule morte a maturità, con pareti cellulari impregnate di suberina ed altre sostanze impermeabili che aiutano a ridurre l'evaporazione. Il felloderma è un tessuto parenchimatico con funzione di immagazzinamento.

### Tessuti parenchimatici
Il tessuto parenchimatico, è il più abbondante tra i tessuti definitivi e può svolgere diverse funzioni. Ad esempio, forma il sughero del fusto e delle radici, il midollo nel fusto, il mesofillo fogliare, la polpa del frutto e l'endosperma del seme.Possono trovarsi ancora in file longitudinali nei tessuti primari e secondari e in file orizzontali (raggi) nei tessuti vascolari secondari.
Le cellule parenchimatiche sono vive a maturità, generalmente tondeggianti e ampie, presentano diversi spazi intracellulari e hanno vacuolo molto sviluppato, presentano una parete cellulare primaria, ma a volte anche uno strato di parete secondaria più o meno lignificato. Con la loro particolare predisposizione al differenziamento, possono mutare in cellule appartenenti a qualunque altro tessuto compreso riprendere l'attività meristematica. Svolgono diverse funzioni e la loro classificazione generalmente rispecchia le diversità funzionali (vedi dettaglio).
Oltre al tessuto parenchimatico, fanno parte di tessuti fondamentali il tessuto collenchimatico e il tessuto sclerenchimatico.

### Tessuti conduttori

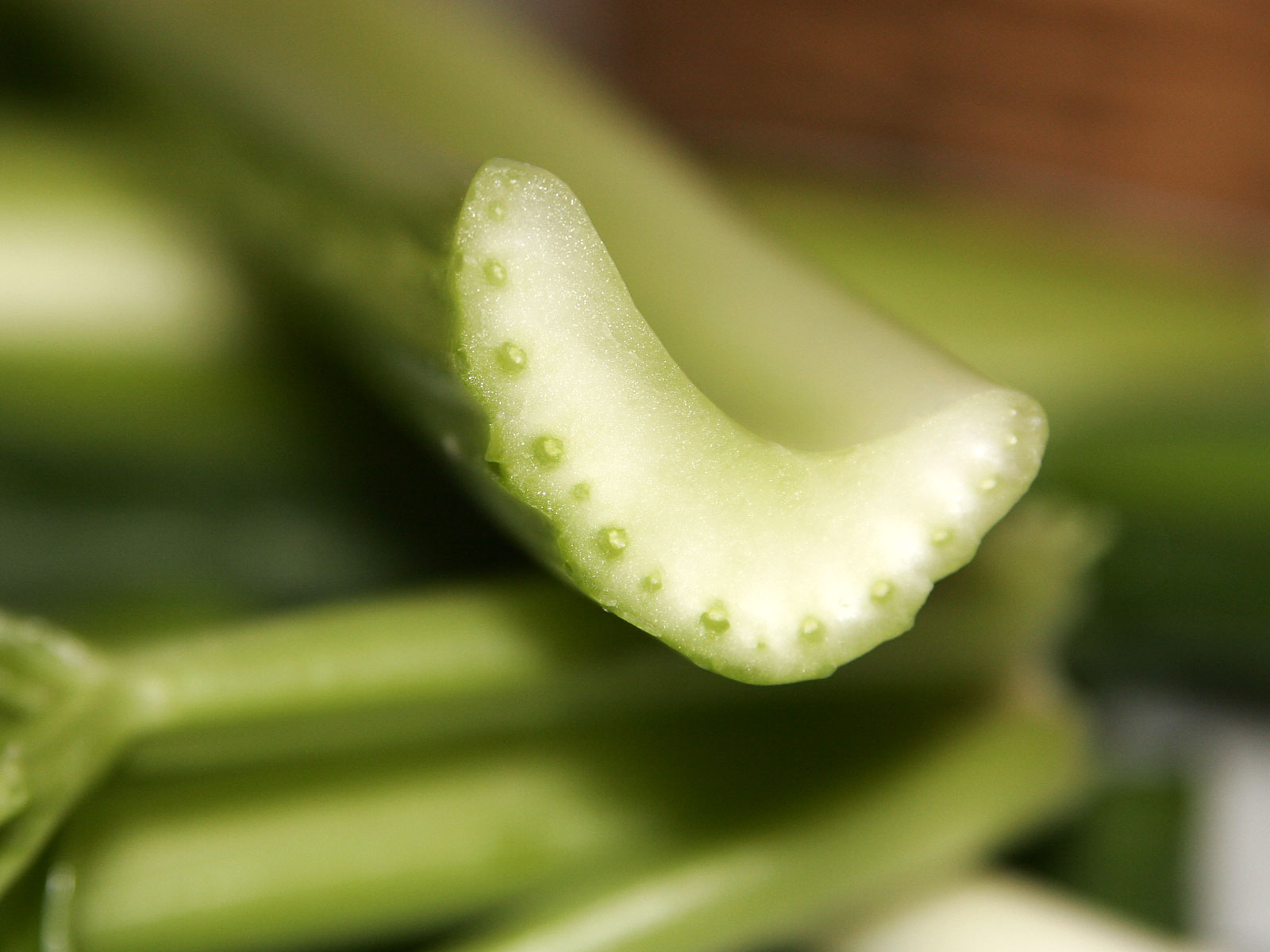
Fasci vascolari in una sezione trasversale di un gambo di sedano. Ognuno di essi comprende sia il floema che lo xilema.

Il sistema dei tessuti vascolari è rappresentato da due tessuti composti, ossia ciascuno formato da diversi tipi cellulari, utili per il trasporto a lunga distanza delle soluzioni circolanti all'interno dell'organismo. Questi due tessuti, detti xilema e floema, sono dei "condotti" appaiati formanti strutture chiamate fasci cribro-vascolari, che percorrono interamente la pianta: dalle radici, dove assieme al periciclo costituiscono la stele, attraversando il fusto, dove formano il legno e la corteccia interna delle piante con crescita secondaria, fino alle foglie, nelle quali si diramano con le evidenti nervature che percorrono l'intera superficie della lamina fogliare.

#### Xilema
Lo xilema, detto anche legno, è il tessuto adibito alla conduzione dell'acqua e dei soluti in essa disciolti dalle radici alle foglie. Le cellule necessitano infatti di un continuo apporto idrico e di sali minerali per lo svolgimento delle attività metaboliche, indispensabili per la loro sopravvivenza.
Le cellule xilematiche sono morte a maturazione, cave e con parete cellulare lignificata, munita di perforazioni, le cosiddette punteggiature, per permettere il passaggio della soluzione da una cellula all'altra.
Nelle Gimnosperme queste cellule allungate ed affusolate sono dette tracheidi e sono disposte in file verticali sovrapposte.
Le Angiosperme possiedono anche gli elementi vasali o trachee, cellule più corte e larghe, con maggiori perforazioni nelle regioni terminali, disposte una sopra l'altra a formare una struttura tubulare chiamata vaso; una novità evolutiva che aumenta l'efficienza di conduzione dell'acqua offrendo ad essa una minore resistenza.
Lo xilema è composto anche da cellule parenchimatiche con funzione di accumulo e fibre sclerenchimatiche di sostegno.
Lo xilema è un tessuto che appartiene alle piante della categoria delle cormofite, che hanno come caratteristica quella di avere trachee, tracheidi, ma più in generale un sistema di vasi conduttori che le distingue dalle piante più semplici.
Lo xilema trasporta la linfa grezza, costituita principalmente da acqua e sali minerali, dalle radici al resto della pianta.

#### Floema
Il floema, conosciuto anche come libro, è il tessuto di conduzione della linfa elaborata, la soluzione zuccherina che viene traslocata da una "sorgente", un'area di produzione come ad esempio la foglia matura, ad un "pozzo", una regione della pianta che richiede gli zuccheri per la propria crescita (meristemi, radici, semi, frutti) o per accumularli come sostanze di riserva (ad esempio la radice della barbabietola o il fusto della canna da zucchero). In quest'ultimo caso, gli organi di riserva diverranno a loro volta delle sorgenti.
A differenza delle cellule xilematiche, quelle del floema sono vive a maturità, sebbene manchino alcuni importanti organuli e membrane quali il nucleo, il vacuolo, l'apparato del Golgi, il citoscheletro ed i ribosomi. Inoltre, le pareti cellulari non presentano lignificazione e sono dotate di aree porose per permettere la connessione citoplasmatica tra una cellula e l'altra.
Le Crittogame vascolari e le Gimnosperme possiedono le cellule cribrose, in cui i pori sono molto piccoli ed uniformemente distribuiti. Inoltre le Gimnosperme non presentano cellule compagne, ma cellule albuminose (ricche quindi in albumina) che svolgono la medesima funzione.
Le Angiosperme si affidano invece agli elementi del tubo cribroso, cellule più specializzate per la presenza di placche cribrose, pori più grandi disposti solitamente nelle regioni terminali, che congiungono le cellule impilate longitudinalmente a formare una struttura detta tubo cribroso.
Gli elementi del floema sono associati ad una o più cellule compagne, le quali svolgono un ruolo di controllo del flusso, in quanto, sia le cellule cribrose che i tubi cribrosi sono privi di nucleo.
Come lo xilema, anche il floema presenta cellule parenchimatiche e fibre sclerenchimatiche.

### Tessuti meccanici
La loro funzione principale consiste nel dare alla pianta una notevole resistenza al piegamento, alla torsione e alla trazione. Questi tessuti sono caratterizzati da cellule con ispessimenti della parete e scarsi spazi tra le cellule. Ne esistono 2 tipi in base alla natura degli ispessimenti:

#### Collenchima
Il tessuto collenchimatico conferisce plasticità, in quanto mantiene la forma che gli viene impressa, fornisce un sostegno ai soffici e giovani organi in via di sviluppo. Si trova principalmente nelle regioni periferiche dei piccioli delle foglie e nei fusti erbacei.
Le cellule collenchimatiche sono vive a maturità, con una parete cellulare ispessita irregolarmente, nei punti di contatto tra le cellule. Molto spesso la loro forma è stretta ed allungata, associate in strutture fibrose che conferiscono resistenza e una buona flessibilità agli organi che rivestono.

#### Sclerenchima
Il tessuto sclerenchimatico conferisce elasticità, ovvero riporta la pianta alla forma iniziale quindi ha il compito di irrobustire ed irrigidire gli organi che hanno terminato la loro crescita. Le sue cellule sono morte a maturità, con parete cellulare ispessita e lignificata. In base alla loro forma è possibile distinguere:
- le sclereidi, cellule non allungate presenti nel tegumento dei semi e nell'endocarpo delle drupe
- le fibre, cellule allungate ed associate a formare guaine che rivestono il fusto e proteggono i fasci vascolari.

### Tessuti secretori
Hanno il compito di sintetizzare prodotti che possono rimanere all'interno della cellula o, come accade di frequente, possono essere secreti all'esterno. Questi prodotti, non sempre di chiara interpretazione, sono spesso utilizzati, dalla pianta che li produce, come difesa contro attacchi esterni, ma vengono in molti casi apprezzate dall'uomo (oli essenziali, aromi naturali, latici, alcaloidi, eccetera) che li utilizza in vari modi (cosmesi, cucina, industria, farmaci, eccetera).
Generalmente questi tessuti sono formati da piccoli gruppi cellulari distribuiti più o meno omogeneamente nel corpo o sul corpo (peli) della pianta, altre volte possono formare una rete diffusa (vasi laticiferi).
Sono comuni:
- peli secretori, il cui secreto è prodotto da una cellula terminale molto ingrossata, crescono sull'epidermide. Spesso questi secreti sono delle sostanze (oli essenziali) che emanano profumi balsamici a cui è dovuto il profumo di alcuni ambienti naturali come ad esempio l'odore caratteristico della macchia mediterranea,
- canali secretori, spazi che occupano posizioni intercellulari e sono tappezzati da cellule secernenti, come ad esempio i canali resiniferi delle conifere
- vasi laticiferi, che sono delle cellule allungate formanti una rete diffusa nel corpo della pianta. Contengono un liquido biancastro, il latice, che a sua volta è formato da sostanze diverse, nei diversi casi: alcaloidi, tannini, gomma, enzimi, eccetera. Si possono trovare ad esempio nel: fico, papavero, euforbie, eccetera.

Ai secreti di questi tessuti sono dovuti anche molti degli aromi naturali utilizzati in cucina, buona parte dei quali derivano dai peli delle foglie di alcune Labiatae, come: origano, salvia, rosmarino, eccetera; oppure dai canali secretori di alcune Apiaceae (Ombrellifere), come: sedano, finocchio, anice, eccetera.